# Gustaf Alfrid Engelbrektson

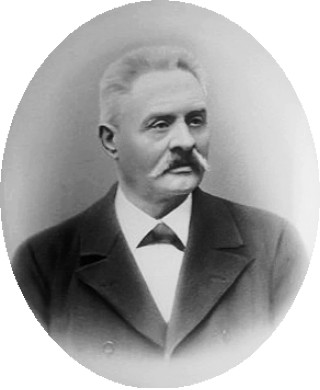
Gustaf Alfrid Engelbrektson.

Gustaf Alfrid Engelbrektson (stavas även Gustaf Alfred Engelbrechtsson), född 6 mars 1834 på Storegården i Hova socken död 22 januari 1911 i Södertälje, var en svensk civilingenjör, byggmästare, kvarnägare och industriman. Han deltog i uppfinningar som svenskt cellulosa och den första fungerande svenska dynamomaskinen.

## Biografi

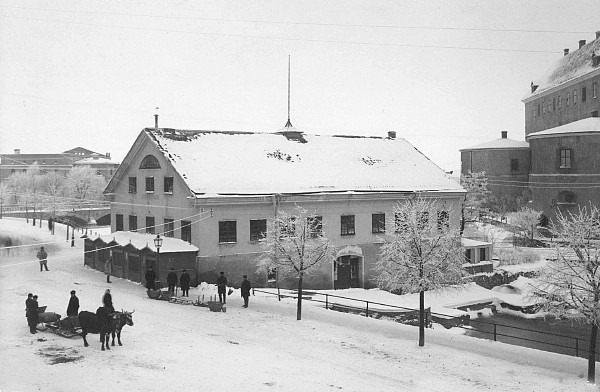
Örebro slottskvarn cirka 1884.

### Utbildning och tidiga år
Gustaf Alfrid Engelbrektson var son till Johan Gustaf Engelbrektson (1800-1862) och Anna Catarina Nilsdotter (1807-1859). Gustaf Alfrid Engelbrektson avlade studentexamen i Skara och civilingenjörsexamen 1853 vid Teknologiska institutet (fackavdelning för maskinbyggnad) i Stockholm. Där stannade han en tid som vikarierande lärare i kemi. Redan under skoltiden hade Engelbrektson praktiserat hos byggmästaren Spik och nu, som utbildad civilingenjör, började han med byggverksamhet, främst i järnbruks- och vattenverksanläggningar.
År 1858 fick han uppdraget att ombygga Örebro slottskvarn. Kvarnen ägdes av änkefrun Agnes Constantia Hallgren (1832-1886) som Engelbrektson gifte sig med 1859. Han övertog även ledningen av kvarnen som han förvandlade till en mönsteranläggning. Med kvarnrörelsen följde en omfattande spannmålshandel. I Örebro ägde han även Concordia spinneri- och klädesfabrik.

### Uppfinningar

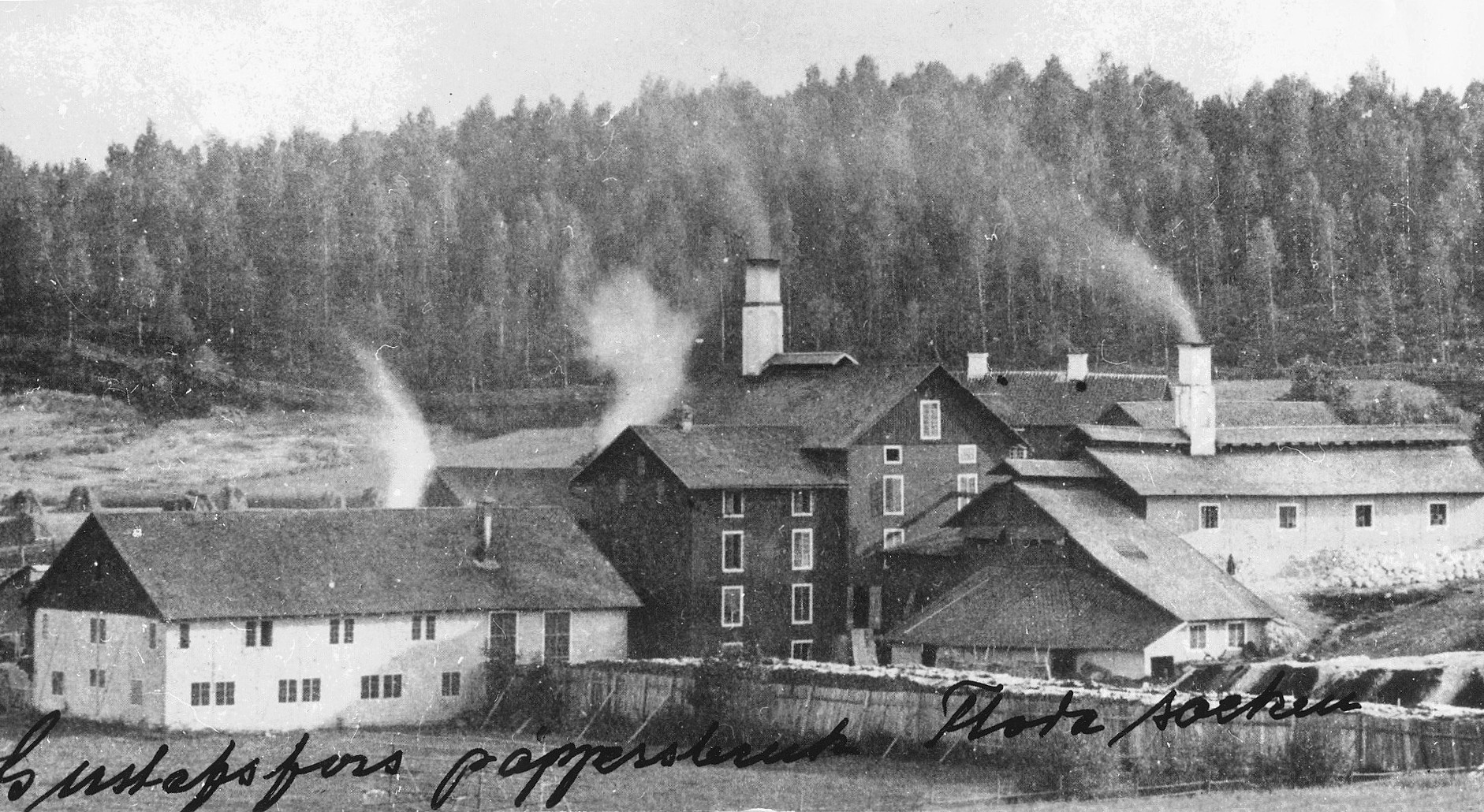
Gustavsfors pappersbruk, Granhed, ägdes av Engelbrektson (1872–1888).

Engelbrektson var banbrytande inom svensk cellulosa- och pappersindustri. Tidigt insåg han betydelsen den stora betydelsen för en inhemsk pappersindustri. Tillsammans med sin vän ingenjören Wilhelm Wenström började han experimentera med tillverkning av cellulosa i Gustafsfors i Floda socken. Experimenten var till en början utan framgång och i slutet av 1876 var Engelbrektson nära på att ge upp. Genom en slump kom han i kontakt med ingenjören Alvar Müntzing. Experimentverkstaden byggdes om under ledning av Müntzing och tillverkning av svensk cellulosa lyckades. Müntzing föreslog Engelbrektson sedermera att i stället för vanlig cellulosa göra färdigt starkt omslagspapper, vilket genomfördes. Engelbrektson anlade sedan 1872 Gustavsfors pappersfabrik som var en av landets första trämassefabriker och han var dess verkställande direktör 1872–1888.
Engelbrektson blev även aktiv i en för Sverige ny industrigren, nämligen på området elektromotorer och generatorer. Efter kontakt med elektroingenjören Jonas Wenström, son till Wilhelm Wenström, började Engelbrektsons intresse för experiment med den första svenska dynamomaskinen. Genom Engelbrektsons ekonomiska uppbackning blev det möjligt för Wenström att utveckla dynamomaskinen till en färdig produkt 1882, där Engelbrektson själv deltog i tillverkningen. Jonas Wenström erbjöd sig att installera elektrisk belysning i Engelbrektsons kvarn i Örebro om han fick bygga en likströmsmaskin, kallad Sköldpaddan, i Engelbrektssons verkstad. Det fick han och efter en del svårigheter fungerade anläggningen. Engelbrekts kvarn blev den första industriella anläggningen i Sverige upplyst av glödlampor. Wenströms uppfinning skulle lägga grunden till industrikoncernen Allmänna Svenska Elektriska Aktiebolaget (ASEA) i Västerås.
Vid sidan om sin kvarn- och spannmålsrörelse deltog Engelbrektson också aktiv i Örebros kommunala förvaltning, bland annat som ledamot i stadsfullmäktige, ordförande i byggnadsnämnden och vice brandchef. Som stadsfullmäktig gjorde han flera betydande insatser, bland annat drev han igenom förslaget om kanalisering av Svartån mellan Örebro och Skebäck samt uppförandet av arbetarbostäder och egnahem. Engelbrektson var även en av grundarna av Örebro folkbank 1867 och styrelseledamot i Örebro sparbank 1867–1875.

### Tiden efter Örebro

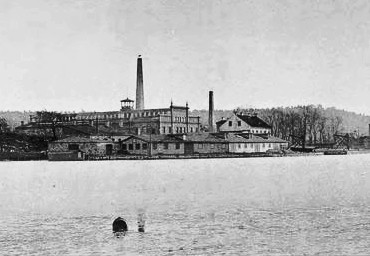
Palmcrantzska fabriken på Lövholmen, Stockholm, 1890-tal.

Han visade sig som en initiativrik man och förespråkare av reformer vilket mötte motstånd hos flertalet av stadens styrande. År av bråk och processer följde och när hustrun avled 1886 valde han att sälja sina tillgångar i Örebro. År 1887 lämnade Engelbrektson staden för att bosätta sig i Stockholm. I Liljeholmen etablerade han en fabrik för tillverkning av konstgjorda kvarnstenar. Men på grund av stor och billig konkurrens från utlandet blev tillverkningen inte lönsam. Av sin vän Theodor Winborg fick han uppdraget att rita och bygga den nya anläggningen för verkstadsföretaget H. Palmcrantz & Co på Lövholmen. Av denna fabrik existerar idag fortfarande Palmcrantzska fabriken (nuvarande konsthallen Färgfabriken) och den intilliggande Smälten. För Winborg ledde han även ombyggnaden av ättiks- och senapsfabriken Th. Winborg & Co. Därefter fungerade han som byggnadskontrollant för en mängd byggprojekt, bland dem Kungsholmens folkskola (idag en del av Sankt Görans samrealskola).
Efter sin tid i Stockholm begav sig Engelbrektson till Mariestad. Åt staden uppförde han Mariestads valskvarn och Mariestads varmbadhus. Han blev även medlem i stadsfullmäktige och hade andra förtroendeuppdrag i staden. 1895 drabbades staden av en storbrand, efter den flyttade Engelbrektson till egendomen Kartene vid foten av Hunneberg strax öster om Vänersborg. Här gifte han sig 1899 med sin andra hustru, Anna Åkerblad. Han var i färd med att förvandla Kartene till en mönstergård när han skadades svårt i en olycka. Han återhämtade sig aldrig helt, sålde Kartene och flyttade 1910 till Södertälje där han avled den 22 januari 1911. Han fann sin sista vila på Sankt Nicolai kyrkas kyrkogård i Örebro.